# Гвинтівка Remington–Keene
Remington–Keene рання гвинтівка з ковзним затвором та трубчастим магазином.
В 1878 році компанія Remington виготовила прототипи патентів Кіні для департаменту озброєнь армії США. Хоча армія і надала перевагу конструкції Winchester-Hotchkiss, компанія Remington розпочала виробництво і запропонувала гвинтівку управлінню озброєнь ВМС США.  ВМС замовили 250 для порівняння з 2500 гвинтівками Hotchkiss та 300 гвинтівками M1885 Remington-Lee. Гвинтівки Remington–Keene були поставлені в 1880 році зі штампами US та якорем на лівому боці стволу та штампами WWK та P (proof — перевірено) на правому боці стволу, які встановив лейтенант Вільям В. Кімбел (англ. William W. Kimball). Ці гвинтівки знаходилися на службі менше ніж 10 років на борту кораблів USS Trenton (1876) та USS Michigan (1843). В липні 1880 року міністерство внутрішніх справ США замовило 600 карабінів Frontier Model зі стволами довжиною 61 см для озброєння індіанської поліції в кількох резерваціях на заході США.  Гвинтівки, які виробляли для цивільного продажу, могли заряджатися наступними набоями: .45-70, .40-60 Winchester та .43 Spanish.